# آدم ويد
آدم ويد (بالإنجليزية: Adam Wade)‏ هو مغني وممثل أمريكي، ولد في 17 مارس 1935 في الولايات المتحدة.

## وصلات خارجية
- آدم ويد على موقع IMDb (الإنجليزية)
- آدم ويد على موقع ميوزك برينز (الإنجليزية)
- آدم ويد على موقع أول ميوزيك (الإنجليزية)
- آدم ويد على موقع ديسكوغز (الإنجليزية)
- آدم ويد على موقع قاعدة بيانات الفيلم (الإنجليزية)